# Nicolas Coustou

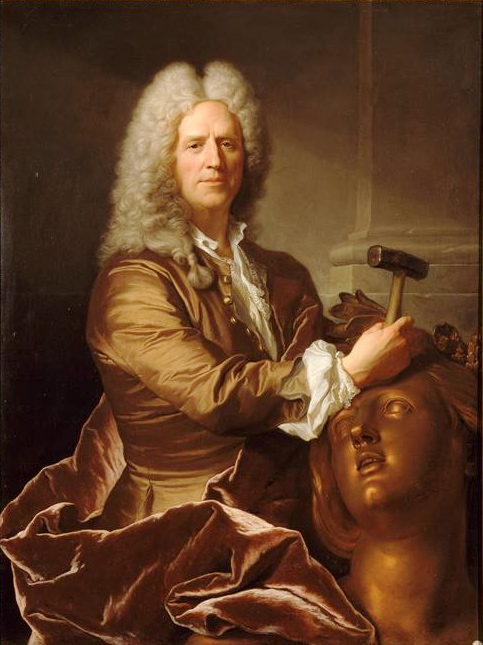
Coustou målad av Jean Le Gros

Nicolas Coustou, född 9 januari 1658, död 1 maj 1733, var en fransk skulptör. Han var bror till Guillaume Coustou den äldre och far till Guillaume Coustou den yngre.
Coustou var lärjunge till Antoine Coysevox. Av hans verk märks frisen Lekande barn i en sal i Versailles samt gruppen Rhône och Saône som står i Tuilerierna. Som hans främsta verk har räknats marmorstatyn av Julius Caesar på Louvren. Där finns även hans staty av Ludvig XV som Jupiter.